# Uliodon cervinus
Uliodon cervinus is een spinnensoort in de taxonomische indeling van de Zoropsidae.
Het dier behoort tot het geslacht Uliodon. De wetenschappelijke naam van de soort werd voor het eerst geldig gepubliceerd in 1873 door L. Koch.